# 四足形類
四足形類（しそくけいるい、学名：Tetrapodomorpha）は、ハイギョ（肺魚形類）の姉妹群にあたる、肉鰭類の分岐群。古生代デボン紀に出現したグループであり、後に陸上進出を果たす四肢動物の祖先を含み、中期デボン紀以降の肉鰭類の大半は四足形類に属する。デボン紀の四足形類は瞬発力を伴う待ち伏せ型の捕食動物であったと考えられており、海岸沿いの浅瀬に生息し、汽水域や淡水域にも進出した。彼らのうち陸上に進出したグループはやがて両生類・爬虫類・鳥類・哺乳類への分化を遂げた。
四肢形類（ししけいるい）や四足動物形類（しそくどうぶつけいるい）という呼称もされる。なお、サイエンスライターの土屋健はTetrapoda自体「四肢動物」「四肢動物類」「四足類」「四足動物」と訳語に揺れが生じていることを指摘し、2021年時点で日本語表記が学界に定着していないとしている。

## 特徴

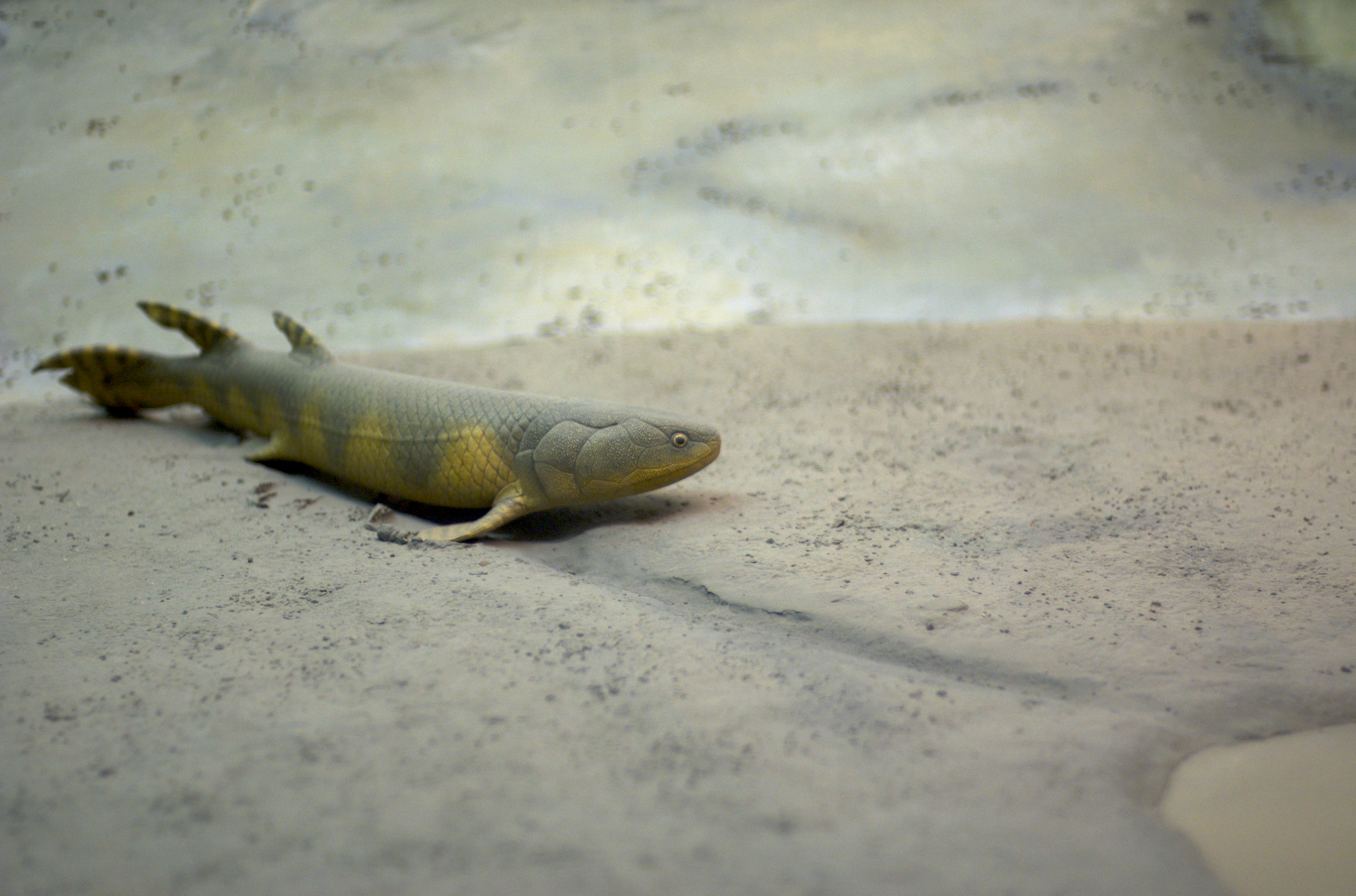
エウステノプテロンは多数の鰭を有していた。水底や泥の上では胸鰭と腹鰭が利用されたと考えられる。

デボン紀の四足形類は長く頑強な流線形のボディプランを持ち、強靭な肉鰭と尾鰭を持った。肉鰭類全体に共通する特徴として、彼らは条鰭類と異なり骨性の鰭条が鰭の先端部にしか存在せず、葉状の鰭の筋肉を動かすことで鰭を独立に動かすことができた。一部の分類群はこの肉鰭を用いて獲物を岸まで追跡できた可能性もある。肉鰭は多数あり、1対の胸鰭と1対の腹鰭、および対をなさない正中線上の背側の2つの背鰭が存在した。このうち胸鰭は姿勢制御、尾鰭は推進力の増強に用いられた。この時代の四足形類の時点で胸鰭には上腕骨・橈骨・尺骨が備わり、腹鰭には大腿骨・脛骨・腓骨が存在した。
基盤的な四足形類の頭蓋骨と尾は扁平であった。眼球はエウステノプテロンにおいて体の側面に位置するが、パンデリクチス以降の属では背側に位置する。頭蓋骨は上顎を上方向へ持ち上げることが可能な関節を持ち、これにより下顎を動かすことなく大量の水を鰓に流すことが可能となり、また上顎の運動で獲物を捕らえられるようになった。また四肢動物は呼吸に際して空気が鼻孔から鼻腔を介して後鼻孔へ流れるが、同様の経路がケンイクチスのような初期の四足形類で認められている。

## 形態変化と上陸

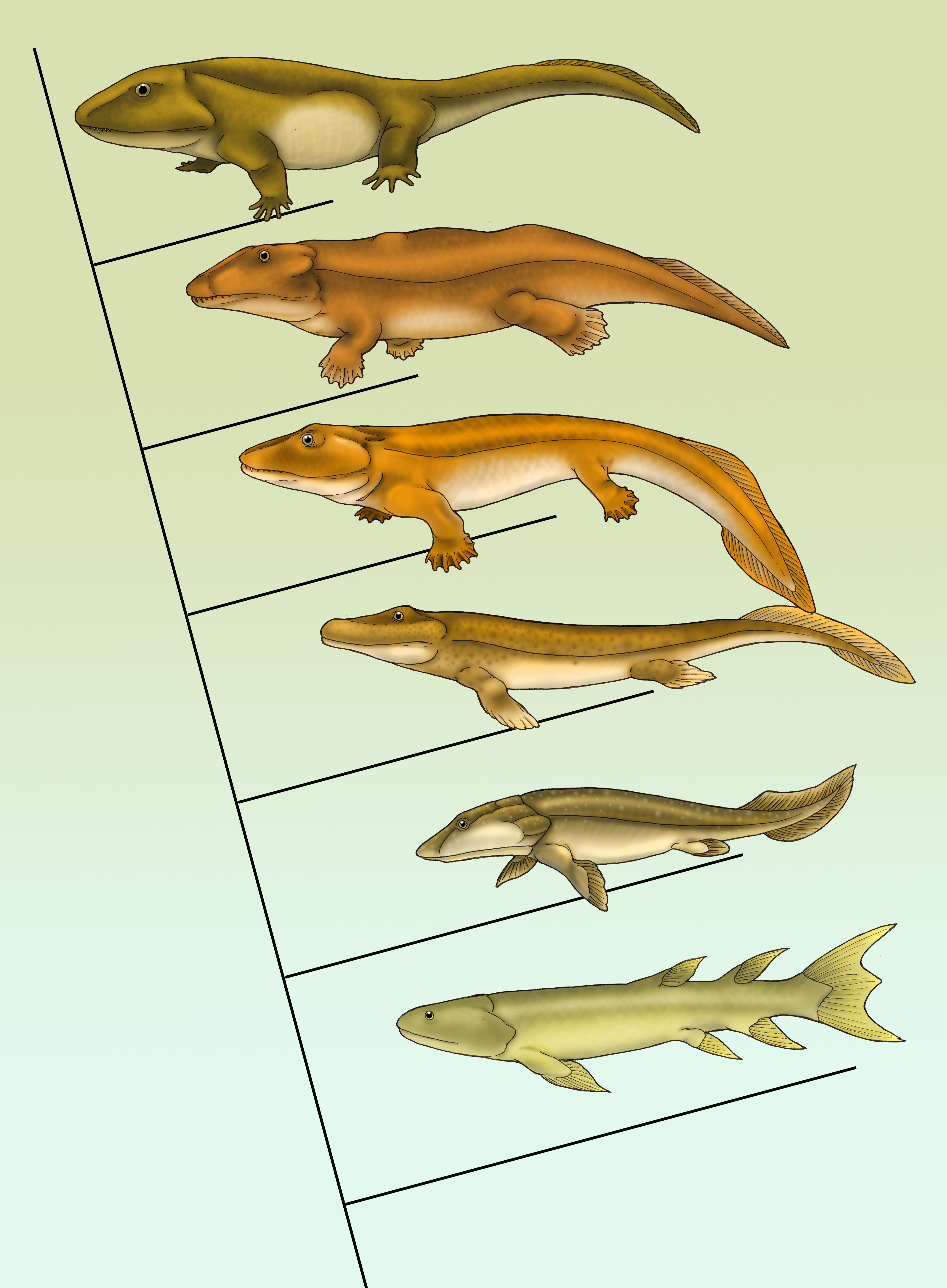
中期デボン紀から前期石炭紀までの四足形類（四肢動物を含む）。下から順にエウステノプテロン、パンデリクチス、ティクターリク、アカントステガ、イクチオステガ、ペデルペス

硬骨魚類の系統は大きく2つに分かれており、一つがキンギョやマグロのような条鰭類、もう一つが鰭に肉の付着した肉鰭類である。水中で俊敏に運動可能な条鰭類が海洋で成功すると、肉鰭類は沿岸域や内陸の浅い水圏に生息域を追いやられた。約4億4000万年前から約4億2000万年前にかけては、アバロニア大陸・バルチカ大陸・ローレンシア大陸の3大陸が衝突し、イアペトゥス海が消失してユーラメリカ大陸が形成されている。大陸衝突によって生じた高峻なカレドニア山脈沿いに河川が流れ、肥沃なデルタ地帯が形成され、四足形類はそこで進化を遂げたと推察されている。陸上進出の適応的意義は、昆虫の祖先や鋏角類・甲殻類・多足類・陸棲巻貝といった陸上の獲物を捕食することや、日光浴による代謝の向上、繁殖活動に際しての卵や幼体の保護が考えられている。

### 指の獲得
デボン紀の四足形類は浅瀬に適応した捕食動物であったと考えられ、浅い水域・泥地での運動能力は鰭の強度に依存したと推察される。当初の四足形類は頭部をあまり左右に振らない魚類的な運動ではなく、サンショウウオのように全身を使った側方波動運動によって推進力を獲得し、鰭を単なるつっかい棒として用いていたとされる。エウステノプテロンは多数の鰭を持っていたが、パンデリクチスは背鰭と尻鰭を喪失しつつ、後の四肢動物の四肢となる鰭を残していた。
やがて鰭を形成する多数の鰭条が減少・消失し、橈骨と尺骨よりも遠位の輻射骨の形態が何らかの変化を遂げ、四肢の形成に至った。指の形成は陸上での行動への適応ではなく水中で密生した植物を掻き分けて移動することに役立ったと考えられており、アカントステガで見られるように手首や腕の発達に先行して生じている。原始的な指の骨の存在はパンデリクチスで報告されているほか、より進化的なエルピストステゲで完全な指骨と手根骨が確認されている。本数はアカントステガで8本、イクチオステガで7本、トゥレルペトンで6本である。
輻射骨の変化には2つの仮説があり、1つは四肢の軸が輻射骨を通って伸びたため輻射骨が軸前・軸後で指趾を形成したとするもの、もう1つは輻射骨から指趾が再構築されたのではなく全く新たな構造として四肢動物の指趾が形成されたというものである。後者の仮説は、四肢動物の個体発生過程において体肢形成中に体肢軸と直角の位置で第二の細胞増殖期が存在し、この増殖期に指が形成されることから示唆されている。

### 肩帯・四肢の発達
オステオレピスやエウステノプテロンといった四足形類は他の魚類と同様に肩帯の骨が頭蓋骨に癒合していたが、後期デボン紀に出現したティクターリクは肩帯と頭蓋骨が分離している。この進化は前肢の運動性能を向上させたほか、歩行に伴って発生する衝撃から脳を保護することにも寄与した。なおティクターリクには腰の構造も認められる。
ティクターリクは肩帯・腰帯だけでなく四肢も発達している。ティクターリク以前の四足形類にも上腕骨・橈骨・尺骨といった主要な骨の構造は認められるが、エウステノプテロンやパンデリクチスにおいてこれらの骨が関節で接続しない一方、ティクターリクは関節を有している。ただし、より派生的なアカントステガは、胴部と四肢の角度や尺骨・橈骨間に長さの差異があることから体重支持能力を持たなかったとされている。先述した植物の掻き分けのように、彼らは水中での行動に四肢を用いていたとされている。
エウステノプテロンの時代から約1000万年後、約3億7000万年前のグリーンランド（当時では赤道域）に生息したイクチオステガをはじめとする四肢動物が出現する。しかし、後期デボン紀ファメニアン期のイクチオステガは後肢がヒレ状であり、非四肢動物型の四足形類と同様に水辺付近を這って移動するに留まっていた。前期石炭紀に移ると、トルネーシアン期（約3億5000万年前）のペデルペスは自由な陸上歩行を実現したことで知られている。

### 軸骨格の変化
肩帯・腰帯という抗重力器官の発達と別の変化も生じた。脊柱はその腹側に内臓を収容しており、陸上脊椎動物はこれに耐えて生活しなくてはならない。胴椎が背側に凸の方向に湾曲することにより、内臓の重量を受けても各椎骨にかかる負荷が均等となった。また、ティクターリクは脊椎において頸部の区別が可能であるとされる。脊椎動物が頸部を獲得したことにより、彼らは従来の魚類では不可能であった頭部の背腹側運動を可能とした。
ただし、頸椎・胸椎・腰椎・仙椎・尾椎のように明確に区別できるほどの差異はアカントステガの段階に至っても存在せず、彼らは頭部を多少動かすことが可能な程度であった。やがて完全に上陸したグループは、後肢が地面を押すことで発生する地面からの反発が腰帯と関節する椎骨に伝えられたため、これらの椎骨が仙椎として特殊化を遂げることになる。

## 「扇鰭類」
四足形類は、肺魚形類（学名：Dipnomorpha）とともに扇鰭類（学名：Rhipidistia）を2分する上区（superdivision）としてペール・エリック・アールベリによって設立された。伝統的な「扇鰭類」は四肢動物やハイギョを含まない祖先群（ポロレピスやオステオレピス、リゾドゥスなどを含む）として扱われていたが、アールベリは扇鰭類をこれらの子孫群を含めた分岐群として再定義した。一方、カリフォルニア大学デービス校で36年教鞭を執ったリチャード・コーウェンが執筆しマイケル・ベントンらが大規模改稿を加えた『コーウェン地球生命史』第6版では、「扇鰭類」が四足形類の古い語として紹介され、現代の分岐分類学の分類名の基準を満足しないものと扱われている。